# Lebedyn
Lebedyn (en ukrainien : Лебедин) ou Lebedine (en russe : Лебедин) est une ville de l'oblast de Soumy, en Ukraine. Sa population s'élevait à 23 892 habitants en 2022.

## Géographie
Lebedyn est située à 43 km au sud-ouest de Soumy.

## Histoire
Lebedyn est fondée en 1652. À l'époque de la Russie tsariste, elle appartient au gouvernement de Kharkov. En 1897, elle comptait 14 301 habitants, dont 95,8 pour cent d'Ukrainiens, 2,8 pour cent de Russes, 0,8 pour cent de Juifs et 0,2 pour cent de Polonais.
Lebedyn a le statut de ville depuis 1993. Une base aérienne se trouve à proximité.

## Population
Recensements (*) ou estimations de la population :
| 1897*  | 1923*  | 1926*  | 1939*  | 1959*  | 1970*  | 1979*  |
| ------ | ------ | ------ | ------ | ------ | ------ | ------ |
| 14 301 | 17 755 | 19 297 | 20 550 | 24 741 | 29 240 | 29 580 |

| 1989*  | 2001*  | 2012   | 2013   | 2014   | 2015   | 2016   |
| ------ | ------ | ------ | ------ | ------ | ------ | ------ |
| 32 355 | 28 948 | 26 260 | 26 137 | 25 816 | 25 721 | 25 617 |

| 2017   | 2018   | 2019   | 2020   | 2021   | 2022   | - |
| ------ | ------ | ------ | ------ | ------ | ------ | - |
| 25 490 | 25 181 | 24 853 | 24 600 | 24 238 | 23 892 | - |

## Culture
Le musée d'histoire locale de Lebedyn et le Musée d'histoire régionale de Lebedyn.

## Personnalités liées
- Fédir Krytchevsky (1879-1947), né à Lebedine, un des premiers peintres modernistes ukrainiens influents[2].